# Братчиково
Бра́тчиково (рос. Братчиково) — селище у складі Горноуральського міського округу Свердловської області.
Населення — 48 осіб (2010, 44 у 2002).
Національний склад станом на 2002 рік: росіяни — 75 %.